# The Vapors
I Vapors sono un gruppo musicale new wave e powerpop britannico, in attività inizialmente tra il 1979 e il 1982, riunitisi nel 2016.

## Storia

### Il debutto,New Clear Days,Magnetse lo scioglimento (1978-1982)
Nascono nel 1978 in una prima versione su idea del cantante e frontman Dave Fenton per poi svilupparsi ed assumere una lineup definitiva l'anno seguente. Durante uno dei loro primi concerti vengono notati da Bruce Foxton, il bassista di The Jam, che gli chiede di partecipare al loro tour di promozione dell'album Setting Sons; dopo aver accettato i Vapors assumono come manager lo stesso Foxton e John Weller, padre di Paul Weller, e manager dei Jam.
Spesso associati all'universo mod revival, sia per il periodo storico che per le affinità coi Jam e con altri gruppi mod dell'epoca, i Vapors non si dichiararono mai mod, rimanendo dunque ai margini del movimento.
Debuttano nel 1979, dopo aver firmato con la United Artists Records, con il singolo Prisoners che non riscuote molto successo tra il pubblico non entrando neanche nella popolare Official Singles Chart. Di tutt'altro avviso il secondo singolo Turning Japanese che raggiunse la terza posizione nel marzo 1980, anno in cui esce il loro primo album New Clear Days.
Subito dopo il lancio dell'album esce News at Ten, il terzo singolo, che riscuote un timido successo piazzandosi al quarantaquattresimo posto della classifica inglese dei singoli, seguito l'anno successivo dal quarto ed ultimo singolo Waiting for the Weekend.
Nel 1981 esce Magnets, secondo ed ultimo album della band, ritenuto quasi trascurabile dalla critica, produce solo un singolo all'attivo, Jimmie Jones, anch'esso di modesto successo mediatico. L'anno successivo la band decide di sciogliersi.

### Reunion e il nuovo albumTogether(2016-presente)
Dopo 34 anni di inattività, David Fenton, Edward Bazelgette e Steve Smith sono apparsi sul palco della Half Moon a Putney il 30 aprile 2016. Con un batterista ospite in sostituzione di Howard Smith (il quale ha rifiutato di partecipare alla reunion ma ha dato comunque la sua benedizione alla band), hanno suonato "Turning Japanese" e poi hanno lasciato il palco.  Le voci di una reunion erano diffuse e i Vapors hanno completato un tour di quattro date tra ottobre e novembre 2016 con Michael Bowes alla batteria.
Il gruppo ha continuato con altri concerti nel 2017 e nel 2018. Ciò includeva 3 date a New York City con il figlio di David Fenton, Dan Fenton, in sostituzione di Ed Bazelgette alla chitarra solista, dove hanno suonato diverse nuove tracce, tra cui "Sundown River", "Letter to Hiro - No11" e "King L".
A partire dal 2017, tutto il repertorio della band è controllato dalla Razor & Tie Industries. Il 21 aprile 2018, hanno ripubblicato "Turning Japanese" su vinile rosso con tracce bonus per il Record Store Day.
Nell'aprile 2019 la band è stata annunciata come supporto ai "From The Jam" nel tour di Setting Sons al suo 40º anniversario. I Vapors erano stati la band di apertura dei Jam nel tour originale di Setting Sons del 1979.
Il 3 marzo 2020 il gruppo ha annunciato che avrebbe pubblicato un nuovo album intitolato Together anticipato dal nuovo singolo Crazy. "Together" è stato pubblicato il 15 maggio 2020, ed essendo il primo album di The Vapors pubblicato dopo oltre 38 anni, è entrato di diritto nella classifica degli LP pubblicati a maggior distanza di tempo.

## Formazione
- David Fenton - cantante, chitarra
- Steve Smith - basso e cori
- Edward Bazalgette - chitarra
- Howard Smith - batteria (1979-1982)
- Dan Fenton - chitarra (2017-2019)
- Michael Bowes - batteria (2016-presente)

## Discografia

### Album
- 1980 - New Clear Days
- 1981 - Magnets
- 2020 - Together

### Raccolte
- 1995 - Anthology
- 1996 - Turning Japanese: The Best of the Vapors
- 1998 - Vaporized
- 2003 - The Best of the Vapors

### Singoli
- 1980 - Prisoners
- 1980 - Turning Japanese
- 1980 - News at Ten
- 1981 - Waiting for the Weekend
- 1981 - Jimmie Jones
- 2020 - Crazy